# Screaming Headless Torsos
Screaming Headless Torsos, también conocida como Torsos o SHT, es una banda formada en 1989, en Nueva York, que mezcla en su música diferentes estilos como jazz, funk, pop, rock o hip-hop con bases del metal progresivo.

## Historia
La formación original estaba compuesta por el guitarrista David Fiuczynski, profesor del Berklee College of Music en Boston, habitual colaborador de Hiromi Uherara, John Medeski y Stewart Copeland y pionero en el uso de la guitarra fretless de doble mástil; el percusionista Daniel Sadownick, uno de los mejores del mundo que ha tocado con Steely Dan o Jennifer Lopez; el vocalista Dean Bowman; el bajista Fima Ephron y el baterista Jojo Mayer. Comenzaron su carrera en el sistema de grandes sellos de los 90 y desde entonces se han reinventado como banda de indie-rock. Hasta 1995, no publicaron su primer álbum llamado 1995. Le siguieron SHT Live" (2001), Torsos 2005 (2005) y Choice Cuts (2006), todos ellos con una mezcla de funk-rock, letras para reflexionar, algo de improvisación e incursiones en el prog-rock, el soul, el jazz, el roots reggae, el hip-hop y todo tipo de Groove. En 2010, lanzaron un sencillo y un vídeo de la canción Dead Christmas Trees.
En 2014, presentaron Code Red un disco de fusiones en el que cuentan con la colaboración del guitarrista James Valentine, (Maroon 5) o el teclista Bernie Worrell, (Talking Heads, fundador de Parliament-Funkadelic). La gira de presentación del disco, Code Red Europe, tuvo lugar durante 2014 y 2015 por Europa, Sudamérica y México. En 2015, giraron por España. país al que volvieron al año siguiente en el marco de la gira Europea con la que celebraron su 20 aniversario.
La formación ha tenido diferentes cambios como las entradas del baterista Gene Lake en sustitución de Jojo Mayer y del vocalista Freedom Bremner sustituyendo a Dean Bowman, en 2001. Se dio el caso de que en el álbum Torsos 2005, estaban los dos cantantes. Fima Ephron, que aparece en todos los álbumes de Torsos, dejó la banda en 2004 siendo reemplazado por el bajista Steve Jenkins hasta 2008, año en que entró David Ginyard. Screaming Headless Torsos también ha contado con muchos de los mejores músicos de Nueva York durante sus presentaciones en vivo, como la vocalista Sofia Ramos; el teclista John Medeski; el rapero Ahmed Best; el bajista Reggie Washington especializado en jazz, funk y hip hop (colaborador de Roy Hargrove, Will Smith, Branford Marsalis, Steve Coleman o Stanley Jordan); el batería James Biscuit, (colaborador de Nile Rogers and Chic, Stevie Wonder, Chaka Khan o Pharrell Williams) o el frontman Freedom Bremmer (colaborador de Meshell Ndegeocello o Moby).
Torsos ha tocado en algunos de los festivales más populares de América Latina, incluyendo el mayor festival de indie rock en las Américas, Vive Latino 2011 en la Ciudad de México,  Jazz Al Parque 2012 en Bogotá,  el Teatro Nacional de Ecuador en 2013, el Festival de Jazz Tonica 2014, tras el que realizaron una gira europea por 16 ciudades (2014) y una gira por diez ciudades de España en 2015. En los Estados Unidos han actuado en festivales como el Beantown Jazz Festival de Boston y el Beardfest de Nueva Jersey.
Formaciones como O’Funk’illo y el trío instrumental gaditano Glazz habitual banda de Javier Ruibal han afirmado que SHT ha influenciado su música.

## Discografía
- 1995 - 1995
- 2001 - Amandala
- 2001 - Live!!
- 2005 - 2005
- 2006 - Choice Cuts
- 2010 - Dead Christmas Trees (sencillo)
- 2014 - Code Red